# Karangkamulyan (Ciawigebang)
Karangkamulyan is een bestuurslaag in het regentschap Kuningan van de provincie West-Java, Indonesië. Karangkamulyan telt 1874 inwoners (volkstelling 2010).